# Мухоїд світлогорлий
Мухоїд світлогорлий (Tolmomyias sulphurescens) — вид горобцеподібних птахів родини тиранових (Tyrannidae). Мешкає в Мексиці, Центральній і Південній Америці. Виділяють низку підвидів.

## Опис
Довжина птаха становить 12,5-14,2, вага 15,2 г. Верхня частина тіла оливково-зелена, тім'я сірувате, живіт жовтуватий. На крилах жовті смужки. Дзьоб плаский, зверху чорнуватий, знизу рожевуватий.

## Підвиди
Виділяють шістнадцять підвидів:

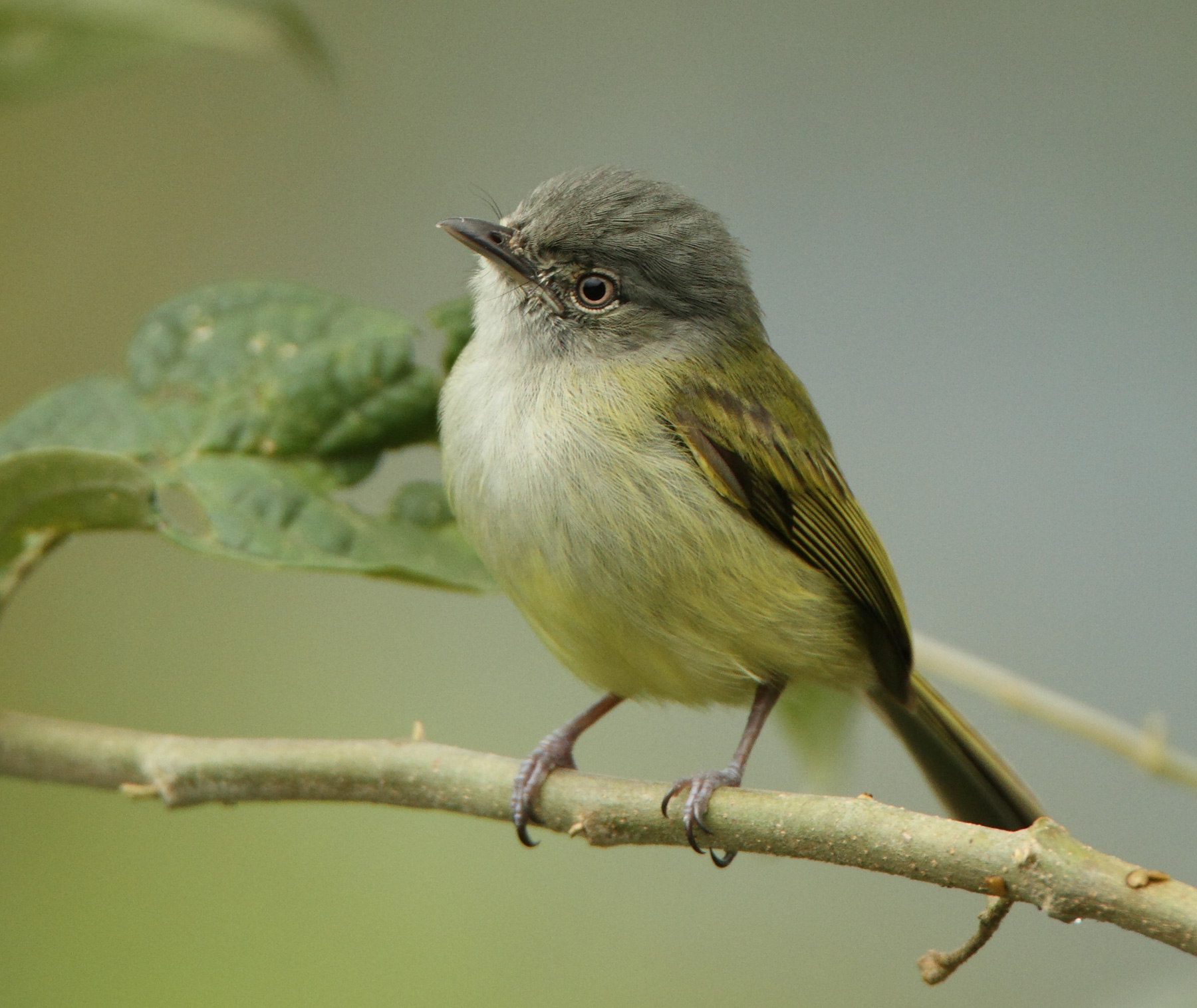
Світлогорлий мухоїд

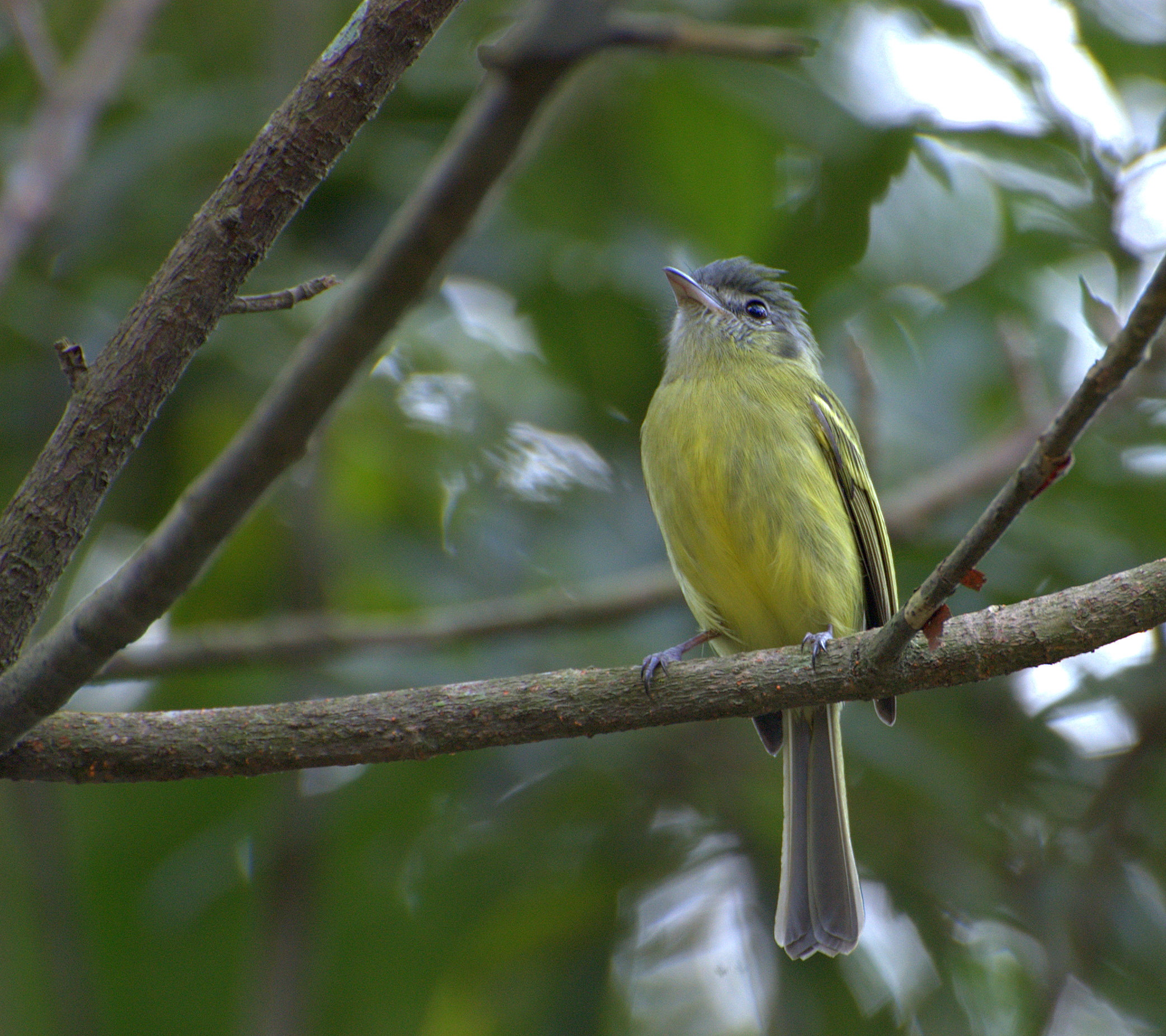
Світлогорлий мухоїд

- T. s. cinereiceps (Sclater, PL, 1859) — від південної Мексики до Коста-Рики;
- T. s. flavoolivaceus (Lawrence, 1863) — Панама і північно-західна Колумбія;
- T. s. berlepschi (Hartert, E & Goodson, 1917) — острів Тринідад;
- T. s. exortivus (Bangs, 1908) — північно-східна Колумбія і північна Венесуела;
- T. s. asemus (Bangs, 1910) — західна Колумбія;
- T. s. confusus Zimmer, JT, 1939 — від центральної Колумбії і західної Венесуели до північно-східного Еквадору;
- T. s. duidae Zimmer, JT, 1939 — південна Венесуела і північно-західна Бразилія;
- T. s. aequatorialis (Berlepsch & Taczanowski, 1884) — західний Еквадор і північний захід Перу;
- T. s. cherriei (Hartert, E & Goodson, 1917) — центральна Венесуела, Гвіана і північна Бразилія;
- T. s. peruvianus (Taczanowski, 1875) — південно-східний Еквадор, південне і центральне Перу;
- T. s. insignis Zimmer, JT, 1939 — південчний схід Перу, захід Бразильської Амазонії;
- T. s. mixtus Zimmer, JT, 1939 — північно-східна Бразилія;
- T. s. inornatus Zimmer, JT, 1939 — південний схід Перу;
- T. s. pallescens (Hartert, E & Goodson, 1917) — від центральної і східної Бразилії до східної Болівії і північно-західної Аргентини;
- T. s. grisescens (Chubb, C, 1910) — центральний Парагвай і північна Аргентина;
- T. s. sulphurescens (Spix, 1825) — південна Бразилія, схід Парагваю і північно-східна Аргентина.

## Поширення і екологія
Світлогорлі мухоїди мешкають в Мексиці, Гватемалі, Белізі, Гондурасі, Сальвадорі, Нікарагуа, Коста-Риці, Панамі, Колумбії, Венесуелі, Гаяні, Французькій Гвіані, Суринамі, Бразилії, Еквадорі, Перу, Болівії, Парагваї, Аргентині та на Тринідаді і Тобаго. Вони живуть в тропічних лісах, саванах, на плантаціях, в заростях на берегах річок і озер. Зустрічаються на висоті до 2100 м над рівнем моря. Живляться комахами, яких шукають серед рослинності або ловлять в польоті. Гніздо кулеподібне з бічним входом, в кладці 2-3 яйця. Інкубаційний період триває 17-19 днів, пташенята покидають гніздо через 22-24 дні після вилуплення.